# John Dilleshaw
John Dilleshaw, ook bekend als Seven Foot Dilly, (New Hope, 1896 - 1941) was een Amerikaanse Old Time-muzikant en gitarist.

## Jeugd
John Dilleshaw doorstond tijdens zijn late jeugd een schotwond aan zijn voet en tijdens zijn genezing begon hij het gitaarspel te leren. Daarbij werd hij gemotiveerd door de plaatselijke zwarte muzikant Bill Turner. Al kort daarna speelde Dilleshaw met andere muzikanten uit de countrywereld samen. 
Rond 1912 verhuisde de familie naar Hiram, waar Dilleshaw de familie Kiker leerde kennen. In 1918 trouwde hij met de dochter Opal en haalde hij later haar broer Harry bij zijn band.

## Carrière
Rond 1925 was Dilleshaw regelmatig samen te horen met de gitarist Charles S. Brook(s) op de radiozender WSB in Atlanta. Die stad was toentertijd het centrum van de Georgia old-time music en ook de startplaats voor verschillende platenlabels, die daar mobiele opnamestudio's hadden geïnstalleerd en opnamen maakten van artiesten van alle genres, in het bijzonder voor landelijke muzikanten. Overdag werkte Dilleshaw bij de stedelijke brandweer, terwijl hij 's avonds en vooral in het weekend optrad op de radio en ook speelde met de Dixie String Band.
In 1929 richtte Dilleshaw zijn eigen band op, die vaak optrad onder de naam Seven Foot Dilly & his Dill Pickles. De band bestond naast Dilleshaw uit Harry Kiker (fiddle), Pink Lindsey (bas) en diens zoon Shorty (tenor-banjo). Toen OKeh Records in maart 1929 een team naar Atlanta stuurde om op te nemen met plaatselijke bands, maakten Dilleshaw en Pink Lindsey de eerste opnamen. Opmerkelijk was onder andere het gitaarstuk Spanish Fandango. De platen werden uitgebracht onder de naam John Dilleshaw & The String Marvel.
In 1930, toen The Skillet Lickers een stringband-boom ontketenden, ging Dilleshaw naar Vocalion Records. Met zijn band speelde hij nu sketches als The Square Dance Fight en A Fiddler's Tryout in Georgia in, nam ook met violist A.A. Gray enkele nummers op en experimenteerde met bluesnummers, die echter nutteloze teksten bevatten.
In november 1930 maakte Dilleshaw zijn laatste opnamen voor Vocalion Records moederlabel Brunswick Records. Toen de positie van Atlanta als muziekcentrum vervaagde, verdween ook Dilleshaws succes. Hij speelde verder in de omgeving van Atlanta, maar trok zich in 1940 wegens ziekte terug.

## Overlijden
John Dilleshaw overleed in 1941 op 45-jarige leeftijd.

## Discografie
OKeh Records
- 1929:	Cotton Patch Rag / Spanish Fandango (als John Dilleshaw & the String Marvel)

Vocalion Records
- 1930: The Square Dance Fight on Top Ball Mountain, Pt. 1 / The Square Dance Fight on Top Ball Mountain, Pt. 2
- 1930: Sand Mountain Drag / Bust Down Stomp (als Dilly & his Dill Pickles)
- 1930: Tallapoosa Bound / Streak O'Lean - Streak O'Fat (met A.A. Gray)
- 1930: A Fiddler's Tryout in Georgia, Pt. 1 / A Fiddler's Tryout in Georgia, Pt. 2
- 1930: Georgia Bust Down / Pickin' Off Peanuts (als Dilly & his Dill Pickles)
- 1930: Lye Soap / Hell Amongst the Yearnings (als Dilly & his Dill Pickels)
- 1930: A Georgia Barbecue at Stone Mountain, Pt. 1 / A Georgia Barbecue at Stone Mountain, Pt. 2
- ????:	Nigger Baby / The Old Ark's A-Moving (met A.A. Gray)
- ????:	Farmer's Blues / Walkin' Blues

Brunswick Records
- ????:	A Bootlegger's Joint in Atlanta, Pt. 3 / A Bootlegger's Joint in Atlanta, Pt. 4 (als Seven Foot Dilly)
- ????:	Kenesaw Mountain Rag / Bibb County Hoe Down (Seven Foot Dilly & his Dill Pickles)

### Niet gepubliceerde titels
OKeh Records (deze titels zijn demo's en waren eigenlijk niet betiteld. De titels zijn naderhand toegekend)
- 1929: Where The River Shannon Flows
- 1929: Bad Lee Brown

Brunswick Records
- 1930: Down the River We Go
- 1930: She Had a Little Pig
- 1930: Aunt Mandy's Barn Dance, Pt. 1
- 1930: Aunt Mandy's Barn Dance, Pt. 2

- Gemeinsame Normdatei: 1133220088
- International Standard Name Identifier: 0000 0000 4619 5158
- Library of Congress Control Number: no98058416
- MusicBrainz: 1a472f9d-44a9-4476-aa86-578922bff3a0
- Virtual International Authority File: 34073360
- WorldCat: E39PBJwmVTbjGFfQrfQCDbg7pP